# Bredenfelde
Bredenfelde ist eine Gemeinde im Landkreis Mecklenburgische Seenplatte. Sie liegt nordwestlich von Neubrandenburg und gehört dem Amt Stavenhagen an, das seinen Verwaltungssitz in der Reuterstadt Stavenhagen hat.

## Geografie und Verkehr
Bredenfelde liegt etwa zehn Kilometer südöstlich von Stavenhagen. Die Kittendorfer Peene, ein Zufluss zur Ostpeene, bildet die Nordgrenze der Gemeinde. Die Bundesstraße 194 verläuft westlich der Gemeinde. Von 1913 bis 1945 war Bredenfelde die Endstation der Kleinbahnstrecke Demmin–Stavenhagen–Bredenfelde.

## Geschichte
Urkundlich erstmals erwähnt wurde Bredenfelde 1353, als Fürst Bernhard II. von Werle den Brüdern Henning und Hardeloff (von) Voß alte Besitzungen im Ort bestätigte und neue verlieh. Weitere Anteile am Dorf hatten zu dieser Zeit die (von) Krusen auf Varchentin. Beide Teile hatten im Laufe der Zeit wechselnde Besitzer. Der Geheimrat Johann Levin von Ferber erwarb den Kruseschen Anteil, welchen Herzog Friedrich Wilhelm (I.) zum Kunkellehen erklärte. So war die Vererbung des Gutes auch in weiblicher Linie möglich. Nach dem Tode des Hofmeisters Johann Friedrich von Ferber auf Varchentin, Bredenfelde und Kraase 1752 erhielt seine Schwester, die verwitwete von Klinggräff, diese Güter in der Erbteilung. Sie trat diese 1760 ihrem Sohn, Christian von Klinggräff, ab.
Im Jahre 1809 übernahm Ernst Moritz von Heyden das gesamte Gut, veräußerte es 1815 kurz vor seinem Tode an den Premierleutnant Arenstorff aus dem Hause Sadelkow. Nach Geltendmachung des agnatischen Vorkaufsrechts erwarb sein Neffe Wichard Wilhelm von Heyden (1782–1836) 1816 Bredenfelde durch Vergleich zurück.
Der vierte Sohn von Wichard Wilhelm, Ernst von Heyden (1817–1859), ließ von 1851 bis 1855 das neogotische Herrenhaus und die neogotische Backsteinkirche errichten. Nach dem Tode Ernst Hans Heinrichs übernahm dessen Witwe Charlotte Bernhardine Sophie († 1908) die Führung des Guts. Nach deren Tod 1908 führte ihr Sohn, Ministerialrat a. D. Ernst Werner von Heyden den Gutsbetrieb weiter.
Nach der Weltwirtschaftskrise von 1929 wurde durch Verschuldung das Gut Bredenfelde am 3. September 1931 unter Zwangsverwaltung gestellt und am 27. Januar 1932 an die Mecklenburgische Landgesellschaft verkauft, die das 814 Hektar große Anwesen durch 48 neu geschaffene Siedlerstellen mit einer Größe von jeweils 7,6 bis 25 Hektar aufsiedelte.

## Politik

### Gemeindevertretung und Bürgermeister
Der Gemeinderat besteht (inkl. Bürgermeister) aus sieben Mitgliedern. Die Wahl zum Gemeinderat am 26. Mai 2019 hatte folgende Ergebnisse:
| Partei/Bewerber                | Prozent | Sitze |
| ------------------------------ | ------- | ----- |
| Wählergemeinschaft Bredenfelde | 100,00  | 6     |

Bürgermeister der Gemeinde ist Rüdiger Teichert, er wurde mit 72,88 % der Stimmen gewählt.

### Wappen, Flagge, Dienstsiegel
Die Gemeinde verfügt über kein amtlich genehmigtes Hoheitszeichen, weder Wappen noch Flagge. Als Dienstsiegel wird das kleine Landessiegel mit dem Wappenbild des Landesteils Mecklenburg geführt. Es zeigt einen hersehenden Stierkopf mit abgerissenem Halsfell und Krone und der Umschrift „GEMEINDE BREDENFELDE • LANDKREIS MECKLENBURGISCHE SEENPLATTE“.

## Sehenswürdigkeiten

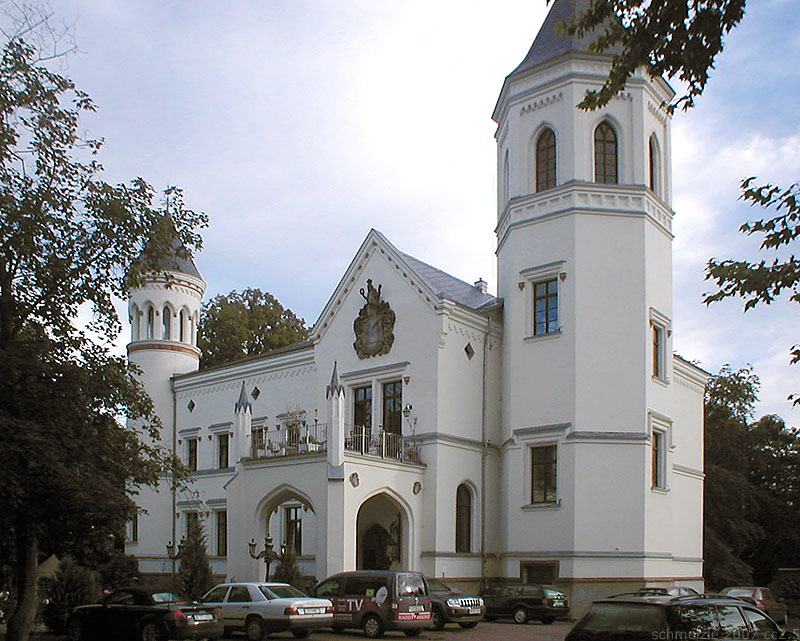
Schloss Bredenfelde

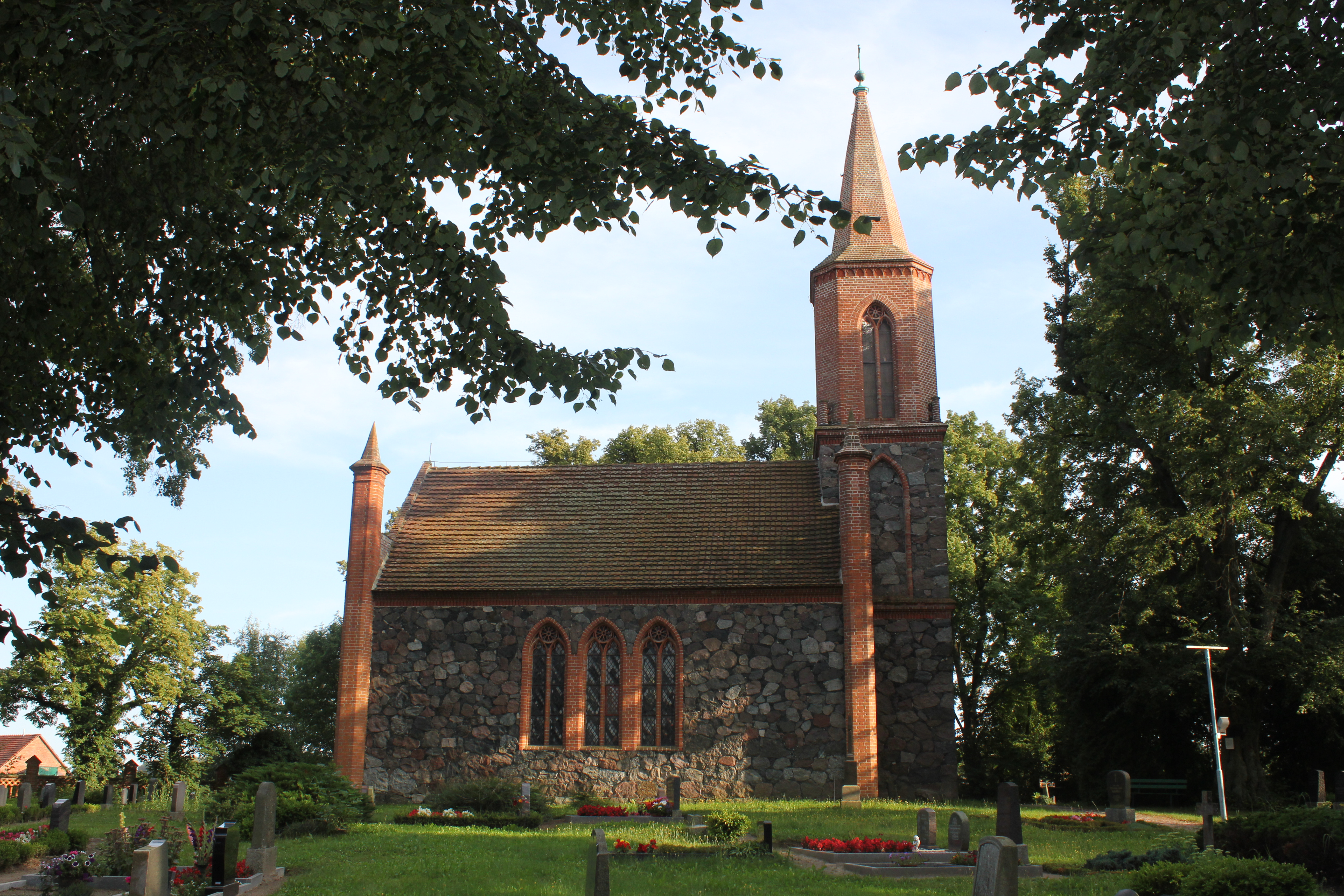
Kirche von Bredenfelde

Siedlerhaus

- Herrenhaus Bredenfelde wurde im Auftrag von Ernst Hans Heinrich von Heyden nach einem Entwurf des Architekten Friedrich Hitzig (1811–1881) von 1852 bis 1854 im Neugotischen Stil erbaut. Ende der 1920er Jahre gelangte das Gut in den Besitz der Familie Ladendorff, die dort eine Gaststätte und einen Kolonialwarenhandel betrieb. Nach 1945 wurde es genutzt für Wohnzwecke, Verwaltung und als Gaststätte. Es unterblieben die notwendigen Sanierungen. Nach Leerzug des Hauses erwarb 1968 das Wohnungsbaukombinat Bitterfeld die stark zerfallene Anlage, deren Sprengung 1972 erwogen wurde, doch unterblieb. 1997 gelangte das Schloss wieder in Privatbesitz und es wurde bis 2002 zu einem Hotel umgebaut.
- Der ehemals weitläufige englische Schlosspark wurde ab 1840 nach Plänen des Königlichen Preußischen Gartenbaudirektors Peter Joseph Lenné (1789–1866) gestaltet, nach der Aufsiedlung des Gutes durch die wirtschaftliche Nutzung aber stark verändert. Der heutige Park mit seinen Platanen, Rotbuchen, Linden und Wildkirschen wurde von den jetzigen Besitzern mit Rosenpflanzungen bereichert.
- Die Kirche von Bredenfelde wurde als neogotischer Feldstein- und Ziegelbau ab 1850 durch den Mecklenburg-Strelitzer Hofbaumeister Friedrich Wilhelm Buttel (1796–1869) errichtet.
- Die landwirtschaftlichen Anwesen des Ortes gehen überwiegend auf die Aufsiedlung durch die Mecklenburgische Landgesellschaft ab 1932 zurück. Diese mecklenburgischen Siedlerhäuser wurden vom Architekten Max Krüger (* 1893 in Güstrow; † 1958 in Schwerin) geplant.

## Persönlichkeiten
- Ernst von Heyden (* 1817 in Kartlow; † 1859 in Bredenfelde), auf Bredenfelde, 1848 Abgeordneter im Vorparlament
- Ernst Werner von Heyden (* 1859 auf Bredenfelde; † 1932 in Neustrelitz), Verwaltungsjurist und Gutsherr auf Bredenfelde (bis 1931)